# Utah Olympic Park
Lo Utah Olympic Park è un complesso per la pratica degli sport invernali edificato a Park City, negli Stati Uniti, per ospitare diverse gare dei XIX Giochi olimpici invernali di Salt Lake City 2002.
Le due strutture principali del complesso sono lo Utah Olympic Park Jumps, il trampolino che ha ospitato le gare olimpiche di combinata nordica e di salto con gli sci, e la pista che ha ospitato le gare olimpiche di bob, di skeleton e di slittino.
Fa parte del complesso anche il Joe Quinney Winter Sports Center, che ospita il museo dedicato ad Alf Engen.